# Musa borneensis
Musa borneensis är en enhjärtbladig växtart som beskrevs av Odoardo Beccari. Musa borneensis ingår i släktet bananer, och familjen bananväxter.

## Underarter
Arten delas in i följande underarter:
- M. b. phoenicea
- M. b. lutea
- M. b. flavida
- M. b. alutacea
- M. b. sarawakensis
- M. b. borneensis